# ターク・イ・ブスタン

ターク・イ・ブスタン、ターゲボスタン (طاق‌بستان  、تاق‌بستان Taqi-Bustan,Taq e Bostan) はサーサーン朝ペルシャ時代の遺跡。イラン西部ケルマーンシャー近郊に位置し、1700年の風雨にもかかわらず巨大なレリーフ（浮き彫り）彫刻が威容を誇っている。レリーフは岩山に穿たれた石窟に彫られており、小石窟は4世紀のシャープール3世 (在位383-388) 、大石窟は6～7世紀、ホスロー2世によって造営されたものである。保存状態のいい物にはアルダシール2世 (在位379-383) およびシャープール3世が神々から王権を授与される様子を描いた物もある。